# Bejt Ja'akov

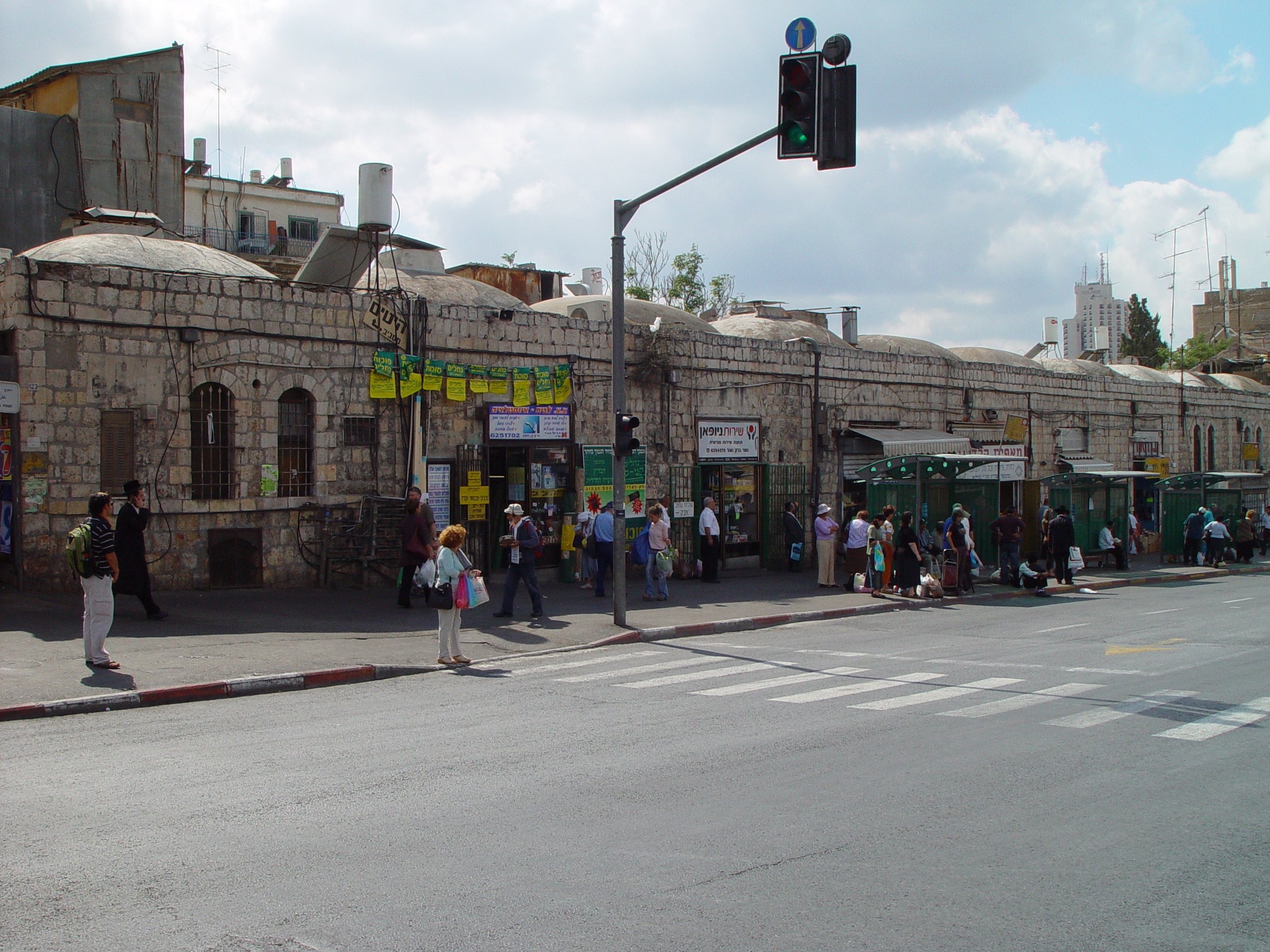
Zástavba v Bejt Ja'akov

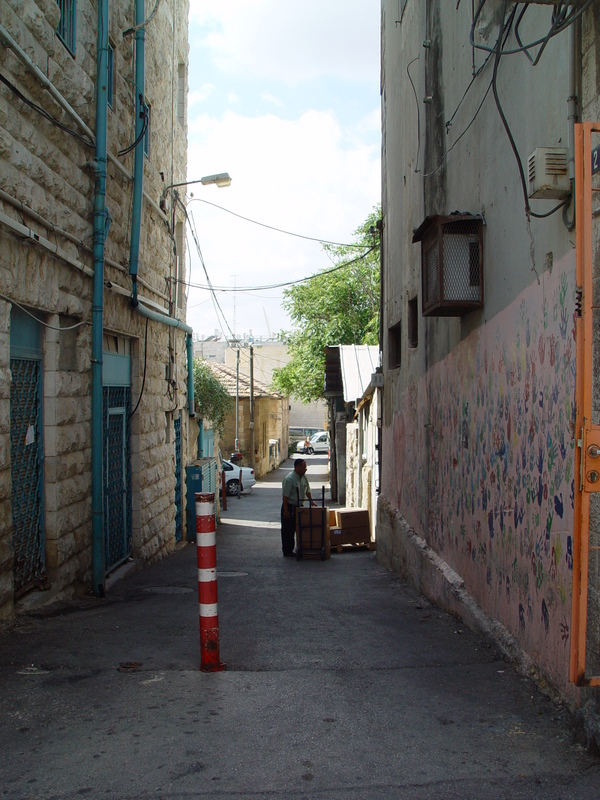
Zástavba v Bejt Ja'akov

Bejt Ja'akov (hebrejsky: בית יעקב, doslova Ja'akovův dům) je městská čtvrť v centrální části Jeruzaléma v Izraeli.

## Geografie
Je součástí širšího zastavěného distriktu zvaného Lev ha-ir (Střed města), který zaujímá centrální oblast Západního Jeruzaléma. Leží v nadmořské výšce přes 800 metrů, přes 2 kilometry severozápadně od Starého Města. Soustřeďuje se okolo ulice Rechov Bejt Ja'akov, jižně od třídy Derech Jafo. Na východě sousedí se čtvrtí Machane Jehuda, na jihu je to čtvrť Zichron Josef a další menší obytné soubory v rámci čtvrtě Nachla'ot. Populace čtvrti je židovská.

## Dějiny
Výstavba Ševet Cedek probíhala již koncem 19. století. Jde o jedno z mnoha židovských předměstí, která tehdy vyrůstala v rámci hnutí Útěk z hradeb na předměstí Jeruzaléma. Okolo roku 1880 patřila čtvrť do kategorie středně velkých obytných souborů s 20-70 domy.
Budování čtvrtě začala roku 1877. Název je odvozen od biblického citátu z knihy Genesis 46,27: „K tomu synové Josefovi, kteří se mu narodili v Egyptě, dva. Všech duší domu Jákobova, které vešly do Egypta, bylo sedmdesát“ Mezi zakladateli čtvrtě byl i Šmu'el Houminer, který se podílel i na vzniku nedaleké čtvrtě Me'a Še'arim. Obyvateli byli aškenázové. V roce 1877 vyrostla v Bejt Ja'akov hlavní synagoga, na jejíž výstavbu přispěli Židé z Anglie (z Birminghamu). Po nepokojích v Palestině v roce 1929 zřídila Hagana v prostorách synagogy tajný úkryt zbraní. Na proluce při vstupu do čtvrti (dnes zde stojí budova Israel Discount Bank) stávalo nástupiště pro koňské povozy, které směřovaly k hlavnímu dopravnímu uzlu u hradeb Starého Města. Poblíž se nacházel trh se zeleninou a ovocem, původně nazývaný Bejt Ja'akov, dnes Trh Machane Jehuda. V současnosti neslouží čtvrť jako obytný okrsek a je většinou využívána pro sídla obchodu.